# Petru
Petru (grec. Πετρος (petros) = piatră) este nume de familie sau prenume masculin . Varianta regională mai rar folosită este Pătru. Diminutivele sale sunt: Petrișor, Petrică, Petricică.

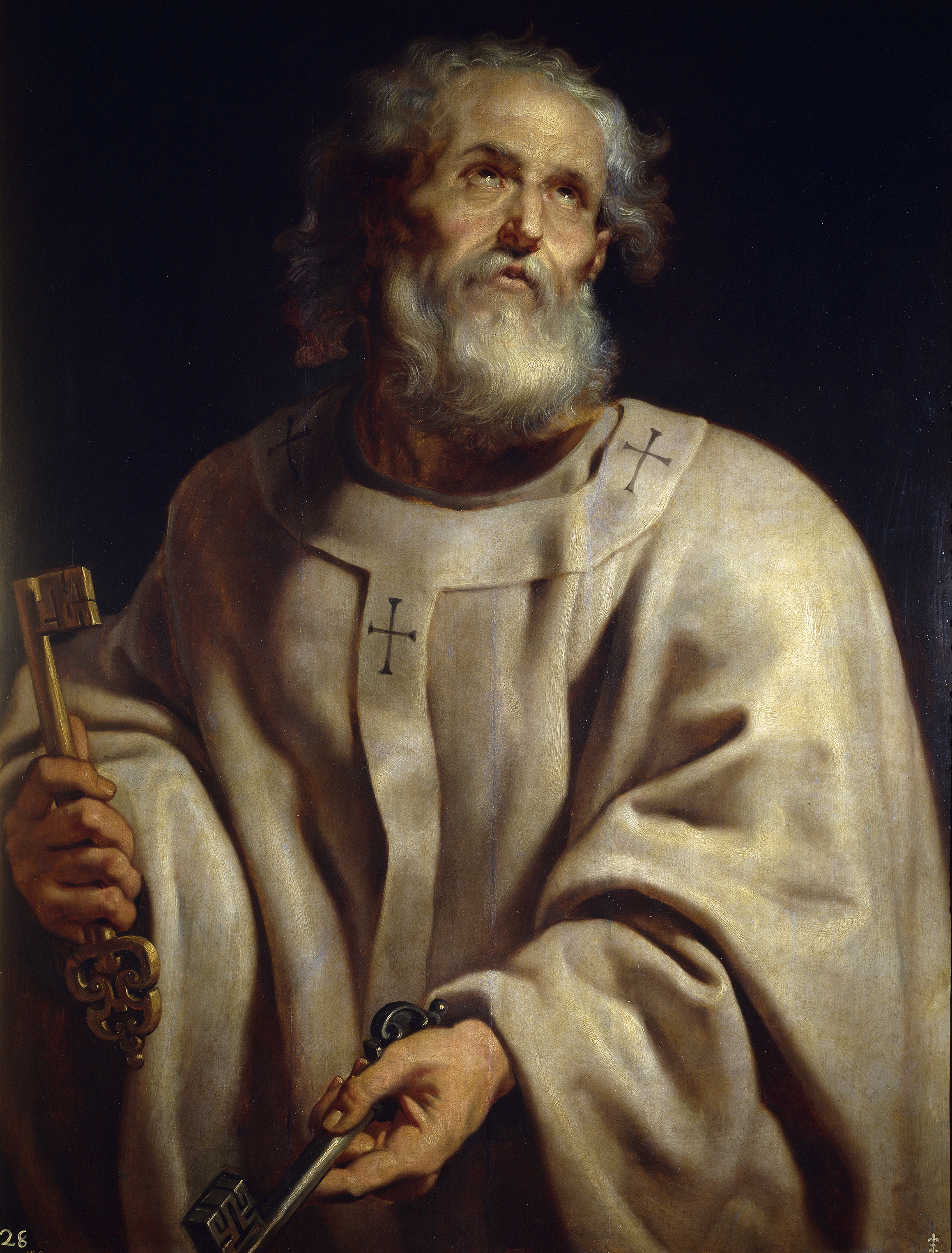
Sfântul Petru pictură de Rubens

Se poate referi la:

## Regalitate
- Petru cel Mare, țar al Rusiei
- Petru Aron, domnitor al Moldovei
- Petru Rareș, domnitor al Moldovei
- Petru Șchiopul, domnitor al Moldovei
- Petru Orseolo, al doilea rege al Ungariei
- Petru I al Bulgariei
- Pedro I al Braziliei
- Pedro al II-lea al Braziliei
- Pedro I al Portugaliei
- Pedro al II-lea al Portugaliei
- Pedro al III-lea al Portugaliei
- Pedro al IV-lea al Portugaliei (Pedro I al Braziliei)
- Pedro al V-lea al Portugaliei

## Alte personalități
- Petru (Apostol)
- Simon Petru un apostol cunoscut ca Sfântul Petru a cărui urmași sunt considerați papii din Roma
- Petru Damiani episcop catolic, cardinal, pustnic, reformator, învățător al Bisericii, declarat sfânt
- Petru Poni chimist, fizician, pedagog și mineralog român
- Petru Groza, politician român și prim-ministru în primul guvern comunist al României
- Petru Mărgineanu un compozitor român
- Petru Maior reprezentant de frunte al Școlii Ardelene
- Petru Dobra un prefect, jurisconsult în timpul revoluției din 1848
- Petru Popescu este un romancier, scenarist și realizator de filme american de origine română

- Nume derivate:
- Petersburg denumirea unor localități
- St Peters o suburbie în Sydney, Australia
- Sânpetru denumirea unor localități din România
- Petrești denumirea unor localități din România